# Beniamino
Beniamino  è un nome proprio di persona italiano maschile.

## Varianti
- Femminili: Beniamina[1][4][5]

### Varianti in altre lingue
- Arabo: بنيامين (Binyamin)[2]
- Basco: Benkamin[6]
- Catalano: Benjamí[6]
- Ceco: Benjamín[2]
- Danese: Benjamin[2]
- Ebraico: בִּנְיָמִין (Binyâmîn)[2][3][4]
- Francese: Benjamin[2][3]
  - Femminili: Benjamine[2]
- Galiziano: Benxamín[6]
- Greco biblico: Βενιαμιν (Beniamín)[1][2][4]
- Greco moderno: Βενιαμιν (Veniamin)[2]
- Inglese: Benjamin[2][3][7]
  - Ipocoristici: Ben[2][3], Benj[2][3], Benji[2][3], Benjy[2][3], Benny[2][3], Bennie[2][3]
- Islandese: Benjamín[1][2]
- Latino ecclesiastico: Beniamin[2][4]
- Lituano: Benjaminas[2]
  - Ipocoristici: Benas[2]
- Macedone: Венијамин (Venijamin)[2]
- Norvegese: Benjamin[2]
- Olandese: Benjamin[2][3]
  - Ipocoristici: Ben[2]
- Polacco: Beniamin[2]
- Portoghese: Benjamim[2][3]
- Rumeno: Beniamin[2]
- Russo: Вениамин (Veniamin)[2][3]
- Slovacco: Benjamín[2]
- Spagnolo: Benjamín[2][3][6]
- Svedese: Benjamin[2]
- Tedesco: Benjamin[2][3]
  - Ipocoristici: Ben[2]
- Turco: Bünyamin[2]
- Ungherese: Benjámin[2]

## Origine e diffusione
Si tratta di un nome di tradizione biblica, in quanto portato, nell'Antico Testamento, da Beniamino, il più giovane dei dodici figli di Giacobbe. Secondo la narrazione biblica (Gn35:16-19), sua madre Rachele, in procinto di morire di parto, avrebbe chiamato il neonato Ben-'ônî, ossia "figlio del mio dolore", e Giacobbe l'avrebbe cambiato in בִּנְיָמִין (Binyâmîn): questo nome viene interpretato, nella Vulgata, come "figlio della [destra" (dove la destra rappresenta la felicità e la fortuna), come composto di בֵּן (ben o bin, un comune prefisso ebraico che significa "figlio di") e יָמִין (yamin, "mano destra"). Questa etimologia però non è del tutto convincente, e fra gli altri significati proposti vi sono "figlio del sud", "figlio della felicità".
In Italia è diffuso su tutto il territorio, maggiormente al maschile; il suo utilizzo è sostenuto dal culto di vari santi, in particolare un martire bresciano, ed infatti il nome è relativamente frequente nella città lombarda. Poiché Beniamino era il figlio preferito da Giacobbe, in italiano il suo nome è diventato, tramite un processo deonomastico, sinonimo di "prediletto", "favorito" (significato che viene talvolta associato al nome stesso); inoltre, viene a volte ricondotto, per etimologia popolare, anche al termine "bene".
Nella lingua inglese è attestato sin dal Medioevo, periodo in cui veniva usato nei misteri teatrali, ma la sua diffusione più ampia ha preso il via con la Riforma protestante.

## Onomastico
L'onomastico si può festeggiare in memoria di più santi, alle date seguenti:
- 7 gennaio, san Beniamino, martire a Brescia[1][9]
- 14 gennaio, san Beniamino, monaco e martire in Arabia[1]
- 31 marzo, san Beniamino, diacono e martire in Persia sotto Bahram V[1][6][9][10]
- 10 giugno, san Beniamino, martire[1]
- 25 giugno, san Beniamino, eremita in Egitto[1]
- 29 luglio, san Beniamino, martire[1]
- 9 ottobre, san Benjamín Julián, religioso lasalliano, uno dei Martiri di Turón[9]
- 30 novembre, san Beniamino, missionario e martire in Sassonia[9]

## Persone

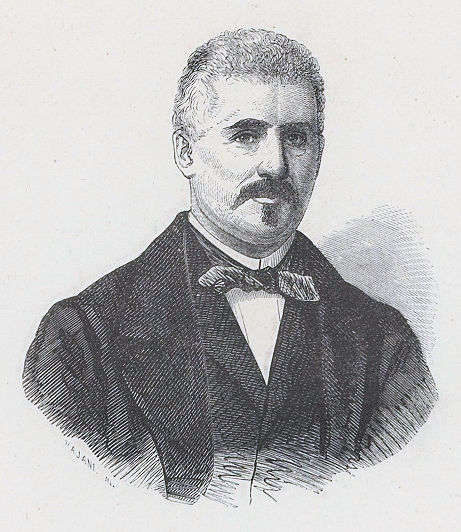
Beniamino Caso

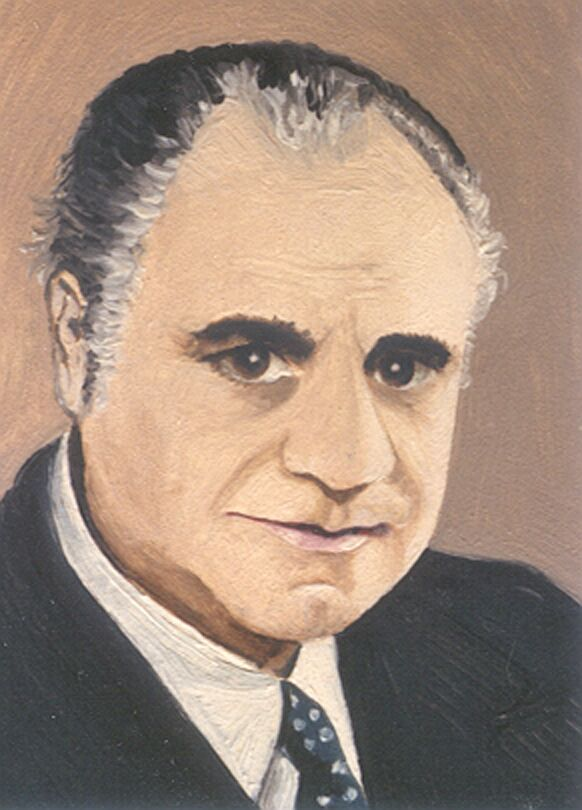
Beniamino Gigli

- Beniamino Abate, calciatore italiano
- Beniamino Andreatta, economista e politico italiano
- Beniamino Caso, patriota e politico italiano
- Beniamino Cesi, pianista e compositore italiano
- Beniamino Dal Fabbro, poeta e traduttore italiano
- Beniamino De Maria, chirurgo e politico italiano
- Beniamino Di Giacomo, calciatore e allenatore di calcio italiano
- Beniamino di Rohan-Soubise, condottiero e leader ugonotto francese
- Beniamino di Tudela, geografo ed esploratore spagnolo
- Beniamino Donnici, politico italiano
- Beniamino Gigli, tenore e attore italiano
- Beniamino Joppolo, letterato, artista e drammaturgo italiano
- Beniamino Pizziol, vescovo cattolico italiano
- Beniamino Placido, giornalista, critico letterario e conduttore televisivo italiano
- Beniamino Segre, matematico italiano
- Beniamino Simoni, scultore italiano
- Beniamino Simoni detto Begnamino, fantino italiano
- Beniamino Vergani, scacchista italiano
- Beniamino Vignola, calciatore italiano

### Variante Benjamin

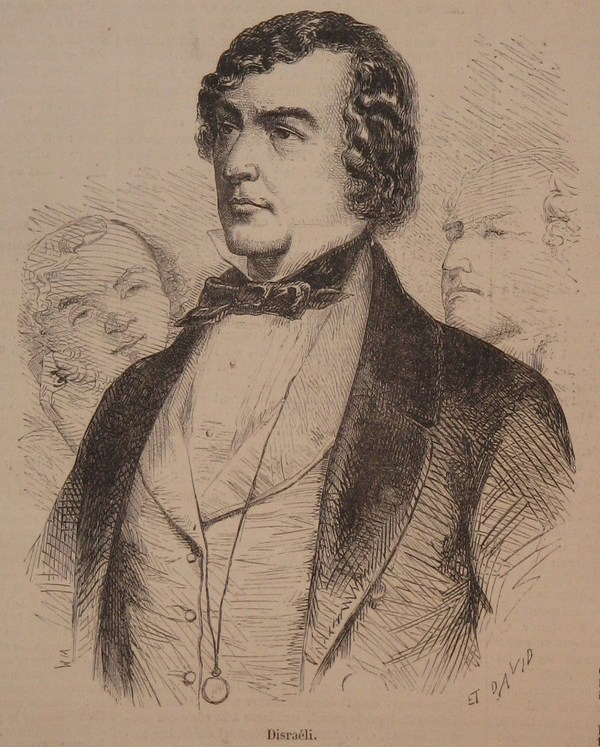
Benjamin Disraeli

- Benjamin Britten, compositore, direttore d'orchestra e pianista britannico
- Benjamin Clementine, artista e musicista britannico
- Benjamin Disraeli, politico e scrittore britannico
- Benjamin Franklin, scienziato e politico statunitense
- Benjamin Harrison, politico statunitense
- Benjamin Mokulu, calciatore zairese
- Benjamin Netanyahu, politico israeliano
- Benjamin Outram, ingegnere britannico
- Benjamin Schmideg, attore australiano
- Benjamin Thompson, fisico statunitense

### Variante Benjamín

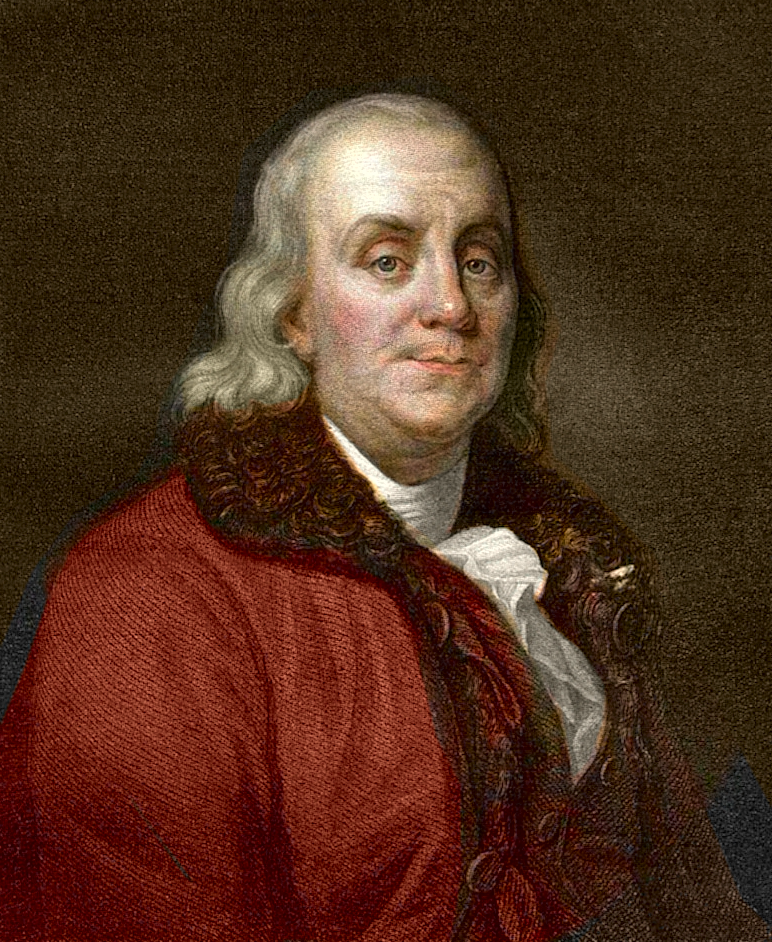
Benjamin Franklin

- Benjamín Amadeo, attore e cantante argentino
- Benjamín de Arriba y Castro, cardinale e arcivescovo cattolico spagnolo
- Benjamín Delgado, calciatore argentino
- Benjamín Noval, ciclista su strada spagnolo
- Benjamín Rojas, attore e cantante argentino
- Benjamín Santos, calciatore e allenatore di calcio argentino

### Variante Veniamin
- Veniamin Aleksandrovič Kaverin, scrittore sovietico
- Veniamin Rešetnikov, schermidore russo
- Veniamin Pavlovič Žechovskij, astronomo russo naturalizzato francese

### Altre varianti
- Binyamin Gantz, militare israeliano
- Benji Madden, musicista statunitense

## Il nome nelle arti
- Benji è il cane protagonista di svariati film di Joe Camp, tra cui Beniamino.
- Beniamino Pontipee (nome originale Benjamin Pontipee) è un personaggio del film del 1954 Sette spose per sette fratelli e dei musical teatrali tratti da esso.
- Benjamin Rathery è un personaggio del film del 1969 Mio zio Beniamino, diretto da Édouard Molinaro.
- Benjamin "Ben" Linus è un personaggio della serie televisiva Lost.
- Benjamin Malaussène è il protagonista dei romanzi del Ciclo di Malaussène, scritti da Daniel Pennac.
- Benjamin "Benji" Price è un personaggio della serie manga e anime Capitan Tsubasa.
- Benjamin Stilton è un personaggio della serie Geronimo Stilton.
- Benjamin Kirby "Ben" Tennyson è il protagonista della serie animata Ben 10.
- Benjamin è un personaggio della serie di romanzi e film Twilight, creata da Stephenie Meyer.
- Benjamin (Beniamino nella versione italiana) è un personaggio del romanzo La fattoria degli animali di George Orwell.
- Benjamin Hoicoro è un personaggio del manga Hunter x Hunter.